# Власовка (Киевская область)
Власовка (укр. Власівка) — село, входит в Барышевскую поселковую общину Броварского района Киевской области Украины. До 2020 года входило в состав Барышевского района.
Население по переписи 2001 года составляло 217 человек. Почтовый индекс — 07500. Телефонный код — 4576. Занимает площадь 1,74 км².

## Достопримечательности
В селе расположен памятник жителям Власовки, погибшим в Великой Отечественной войне.

## Местный совет
07524, Киевская обл., Барышевский р-н, c. Сезенков, ул. Ленина, 34; тел. 5-26-54.